# Prepiella hippona
Prepiella hippona är en fjärilsart som beskrevs av Druce 1885. Prepiella hippona ingår i släktet Prepiella och familjen björnspinnare. Inga underarter finns listade i Catalogue of Life.